# 알렉산더 웬트
알렉산더 웬트 (Alexander Wendt, 1958년 6월 12일 ~ )는 국제 관계 분야의 핵심 사회 구성주의 연구자이자 양자 사회 과학 의 핵심 공헌자 중 한 명인 미국 정치학자이다. Wendt와 Nicholas Onuf, Peter J. Katzenstein, Emanuel Adler, Michael Barnett, Kathryn Sikkink, John Ruggie, Martha Finnemore 등과 같은 학자들은 비교적 짧은 기간에 구성주의를 주요 사상 학파 중 하나로 확립했다. 들. 2006년 미국 및 캐나다 국제 관계 학자를 대상으로 한 설문 조사에서 Wendt는 "최근 몇 년 동안 국제 관계에서 가장 흥미로운 작업을 하고 있는 학자 중 1위이다. 2011년 전 세계 국제 관계 학자를 대상으로 한 설문 조사에서 웬트는 "지난 20년 동안 IR 분야에서 최고의 작품을 만들어 냈다"는 점에서 1위를 차지했다.
웬트는 1958년 서독 마인츠에서 태어나 미네소타주 세인트폴에서 고등학교를 다녔고 맥칼레스터 칼리지에서 정치학 및 철학을 공부한 후 박사 학위를 받았다. 1989년 미네소타 대학에서 정치학으로 Raymond "Bud" Duvall 밑에서 공부했다. Wendt는 1989년부터 1997년까지 예일 대학교에서, 1997년부터 1999년까지 다트머스 대학교 에서, 1999년에서 2004년까지 시카고 대학교에서 가르쳤으며 현재 오하이오 주립 대학교 국제 안보 교수이다.

현재까지 Wendt의 가장 널리 인용된 작업은 《국제 정치의 사회 이론》 (Cambridge University Press, 1999)으로, 그의 1992년 기사 " 무정부는 국가가 만드는 것 "을 기반으로 한다. 케네스 왈츠의 1979년 작업인 《국제정치이론》에 대한 응답으로 자리 잡았다. 왈츠처럼 국가를 개별화하는 실제적 생산은 국제관계와는 별도의 이론이 필요한 국내적 과정을 거쳐 일어난다. 따라서: "자유당이 강조한 바와 같이 건설의 대부분은 국내 수준에서 이루어지며 완전한 국가 정체성 이론에는 국내 요소가 있어야 한다."  웬트의 책은 비판적 실재론의 주장과 구성주의의 존재론적, 방법론적 주장을 발전시킵니다. Roy Bhaskar 의 작업을 기반으로 하는 비판적 사실주의는 세계 내에서 관찰할 수 없는 것과 세계의 구성적 질문을 설명하려고 한다. 웬트에 따르면 무정부 상태는 "프로세스 외에는 논리가 없으며 그 상호 작용은 구조화되어 있지만 거시적 수준은 아니다."  국제 관계에서 무정부 상태의 세 가지 경험적 문화가 있다: Hobbesian(적의가 지배하는 경우), Lockean(경쟁이 지배하는 경우) 및 Kantian(우정이 지배하는 경우)이다.
Wendt의 2015년 책 양자 정신과 사회 과학 (Cambridge University Press, 2015)은 양자 물리학과 사회 과학 사이의 교차점을 조사한다. 그는 비전문가적 관점에서 범심론 과 양자 의식 을 옹호한다. 책은 본질적으로 도발적이며 다양한 리뷰를 받았다. 국제 문제의 Mathias Albert는 이 책이 양자 물리학을 사회 과학과 연결하려는 시도에서 가장 취약하다고 설명하며, 국제 관계와 약간만 관련이 있을 뿐만 아니라 대리인 구조 문제를 해결하는 데 있어 시대에 뒤떨어져 있다고 설명한다. 책의 리뷰에는 Colin Wight의 "나는 그것에 동의합니까? No." 및 Jerome Busemeyer 의 "이 아이디어 중 일부는 궁극적으로 지원되지 않을 수 있다."